# HOW CRAZY YOUR LOVE
『HOW CRAZY YOUR LOVE』（ハウ・クレイジー・ユア・ラブ）(訳: お前の愛はどれほど狂おしいんだ？)は、YUIの通算6枚目のアルバム。2011年（平成23年）11月2日にgr8!recordsから発売。キャッチコピーは、「アナタノ愛情ッテ、ドレクライ?」。

## 解説
アルバムとしては『HOLIDAYS IN THE SUN』から1年4ヶ月ぶりの発売となる。CDのみの通常盤と、DVD付き初回限定盤との2形態で発売。
初回生産限定盤に付属しているDVDには、自身初の海外ワンマン公演『YUI LIVE 2011 Hong Kong HOTEL HOLIDAYS IN THE SUN』（2011.06.26 香港 AsiaWorld-Arena）の全編およびスペシャルドキュメンタリーが収録されている。
前作以降にリリースされたシングルA面曲のうち、両A面シングル「It's My Life/Your Heaven」2曲目の「Your Heaven」のみ収録されていない。
2011年（平成23年）11月14日付オリコン週間アルバムチャートで初登場1位を記録。これにより、『CAN'T BUY MY LOVE』から5作品連続の同チャート1位獲得となった。
ジャケット撮影場所は横浜港に係留されている日本の貨客船、氷川丸である。

## 収録曲

### CD
1. HELLO
19thシングル。映画『Paradise Kiss』主題歌。
シングルリリース時に付けられていた副題「〜Paradise Kiss〜」は省略されている[2]。
2. Separation
3. Get Back Home
Strings: 交響詩篇さきっぽ絶頂ボンバーStringsグループ'93
4. Lock On
TBS系フライデードラマNEO『怪盗ロワイヤル』主題歌[3]。
5. U-niform
林遣都、岡本杏理出演のMusic Videoが制作され、YUI 5th Tour 2011-2012 Cruising～HOW CRAZY YOUR LOVE～にて上映されたが、未ソフト化。
6. Cooking
7. Rain
17thシングル。フジテレビ系ドラマチック・サンデー『パーフェクト・リポート』主題歌。
8. Good night
  - YUIの楽曲中で最も短い。
  - 当初隠しトラックとして作るつもりだったが、音を加えていくうちに仕上がりが良くなったため、アルバムに収録された。
9. YOU
19thシングルのカップリング曲。
映画『Paradise Kiss』EDテーマ。
アルバム収録に当たりリミックスが行われている。
10. It's My Life
18thシングル。「2011」ユーキャンCMソング（2011年1月〜）。
「YOU」と同じく、アルバム収録に当たりリミックスが行われている。
11. no Reason
12. Nobody Knows
13. Green a.live
20thシングル。2011年 YUIの原点回帰ソング[要出典]。YUIのアルバムでシングル曲が最後に来るのは初である。

### DVD
<YUI LIVE 2011 Hong Kong HOTEL HOLIDAYS IN THE SUN>
- again
- Rolling star
- It's all too much
- Laugh away
- It's My Life
- LIFE
- Good-bye days
- How crazy
- Love is all
- TOKYO
- SUMMER SONG
- Never say die
- es.car
- I do it
- Tonight
- Hello ～Paradise Kiss～
- Shake My Heart
- to Mother
- Driving Happy Life
- CHE.R.RY
- feel my soul
- GLORIA
- Good-bye days

## 演奏
- YUI
  - All Lyrics, Vocal, Chorus
  - Music (#1-11.13)
  - Guitar (#1.2.3.4.6.7.9.10.13)
- 近藤ひさし
  - Arrangement (#1.2.3.4.6-10.13)
  - Programming (#1.2.3.4.6.7.10.13)
  - Guitar (#1.4)
  - Piano (#8)
- 黒田晃年：Guitar (#1.2.3.4.6.7.9.10)
- Backy：Bass (#1.2.3.4.6.7.9.10.13)
- Christian Muhr：Drums (#1)
- kosuke：Drums (#2)
- 佐治宣英：Drums (#3.6.13)
- 今村舞：Drums (#4.7.10)
- northa+：Arrangement, Guitar, Bass, Programming (#5.11)
- 藤澤亜里紗：Piano (#7)
- COZZI：Music, Arrangement, Guitar, Bass, Programming (#12)
- 溝下創：Guitar (#13)